# 于谦墓
于谦墓，位于中华人民共和国浙江省杭州市西湖区西湖南岸的三台山山麓，是明朝兵部尚书于谦的墓葬。该墓于明朝天顺三年（1459年）建成，最早在于氏家族祖坟内。弘治二年（1489年）时在墓旁建旌功祠。文化大革命期间，于谦墓区的地表建筑几乎被全毁。1982年，于谦墓重修并重立墓碑。该墓坐西朝东，墓冢呈马蹄形，墓前建有墓道，墓道两侧安放有六对石像生。2006年，于谦墓被列为全国重点文物保护单位。

## 历史
于谦（1398～1457年），字廷益，号节庵，明朝钱塘（今杭州）人。土木堡之变后，时任兵部尚书的于谦与众臣推举朱祁钰为帝，并率军成功抵御了瓦剌的入侵。景泰元年（1450年）八月 ，明英宗返回北京，被景泰帝朱祁钰将禁锢于皇城南宫。天顺元年（1457年），英宗发动夺门之变，以“谋逆罪”逮捕于谦并将其杀害。于谦死后，都督同知陈逵为其收尸并安葬。天顺三年（1459年），于谦灵柩由他的女婿朱骥迁葬于杭州三台山麓的祖坟中，初建时有7座坟墓，于谦墓居中，墓道两侧建有石翁仲、石兽，墓道上建有牌坊。成化初年，于谦之子于冕为其父上疏伸冤，得到诏复官职。弘治二年（1489年），明孝宗下令在于谦墓旁修建旌功祠，是为于谦祠。万历年间，时任浙江巡抚傅孟春重修于谦祠。清朝同治八年，于谦祠得以重建。文化大革命期间，于谦墓区的地面建筑除于谦祠外几乎被全毁。1982年，于谦墓得以重建，原有的7座坟墓仅重建了于谦墓，墓碑由沙孟海题写。1998年，于谦墓的墓道旁重建石像生，其形制仿照明代制度。

## 结构

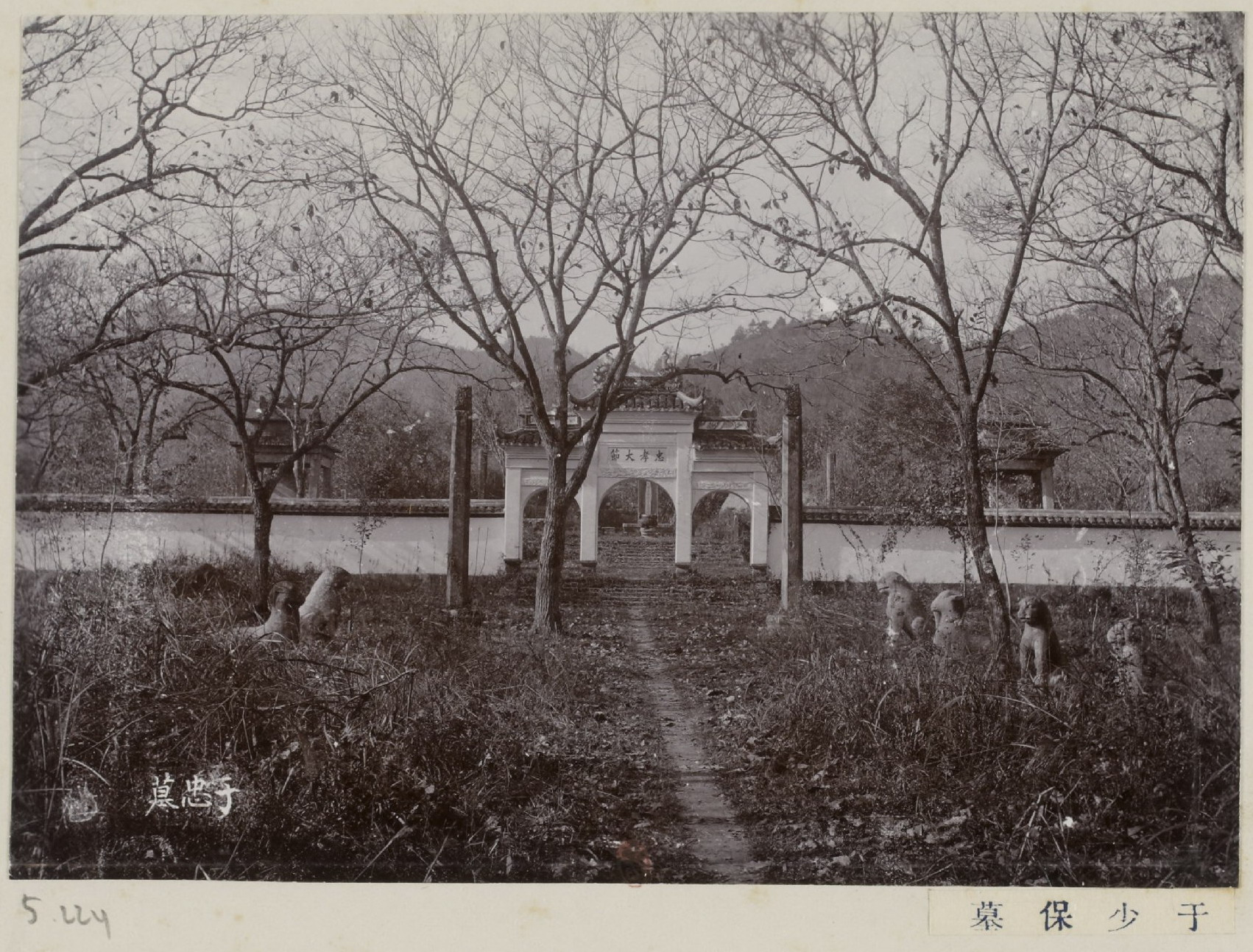
于谦墓旧照，杭州二我轩照相馆摄于1911年。

于谦墓所在墓区宽23米，长约30米。墓冢坐西朝东，呈马蹄形，前方树有一座墓碑，上方刻有“大明少保兼兵部尚书赠太傅谥忠肃于公墓”字样。墓前有石雕供桌、烛台、香炉等祭祀用具。台基前左右各有一座石构碑亭，碑亭之间建有一座两层三间的明式墓门。门外为长90米的墓道，墓道旁共立有6对石像生，墓道最前端立有一座三门四柱的石牌坊，坊额题有“热血春秋”四字。其旁为于谦祠，其内有介绍于谦生平的展览，现存建筑有门厅、正殿和后殿等，其中正殿面阔五间，宽21.8米，进深14.15米；后殿尚存明弘治年间的《旌功祠碑记》、嘉靖二十年（1541年）《旌功祠重修碑》等碑。:273-274

## 纪念与保护
1961年4月，浙江省人民委员会公布于谦墓为浙江省重点文物保护单位。1981年4月，浙江省人民政府重新公布为省级文物保护单位。1998年，于谦墓和于谦祠均得到了整修。2006年，于谦墓被列为全国重点文物保护单位。2007年，杭州社会各界人士在于谦墓纪念于谦蒙难550周年。